# Diaftoresi
La diaftoresi (dal greco diaphthorà, "distruzione") in geologia è il metamorfismo regressivo o retrogrado (perciò talora chiamato anche retrometamorfismo) che subiscono nell'epizona le rocce che sono già state sottoposte a un metamorfismo di più elevata intensità nella mesozona o nella catazona. La roccia che viene così a formarsi viene definita anche diaftorite.